# Убунту фондација
Задужбина Убунту (енгл. Ubuntu Foundation) је непрофитна организација посвећена подржавању дистрибуције Линукса под називом Убунту.
Основана је од стране Каноникала 1. јула 2005. године, а оснивање је огласио Бенџамин Мако Хил. Марк Шатлворт је понудио новац за оснивање у износу од 10 милиона долара, као осигурање да организација може да радити. Задужбина је тренутно неактивна, а Марк Шатлворт је то описао као „средство у случају нужде“ ако би се њему или компанији Каноникал нешто догодило.
Један циљ задужбине је осигурање да Убунту остане подржан дуже време (3 године за стоне рачунаре и 5 година за сервере, крећући од верзије 6.06). Други циљеви укључују издавање нових верзија дистрибуције, и одржавање дистрибуције слободном и потпуно бесплатном.